# Carcelia keiseri
Carcelia keiseri är en tvåvingeart som beskrevs av Louis Paul Mesnil 1977. Carcelia keiseri ingår i släktet Carcelia och familjen parasitflugor.
Artens utbredningsområde är Madagaskar. Inga underarter finns listade i Catalogue of Life.